# Démographie du Chili
La démographie du Chili est l’ensemble des données et études concernant la population chilienne.

## Évolution de la population

Vitacura, quartier aisé de Santiago.

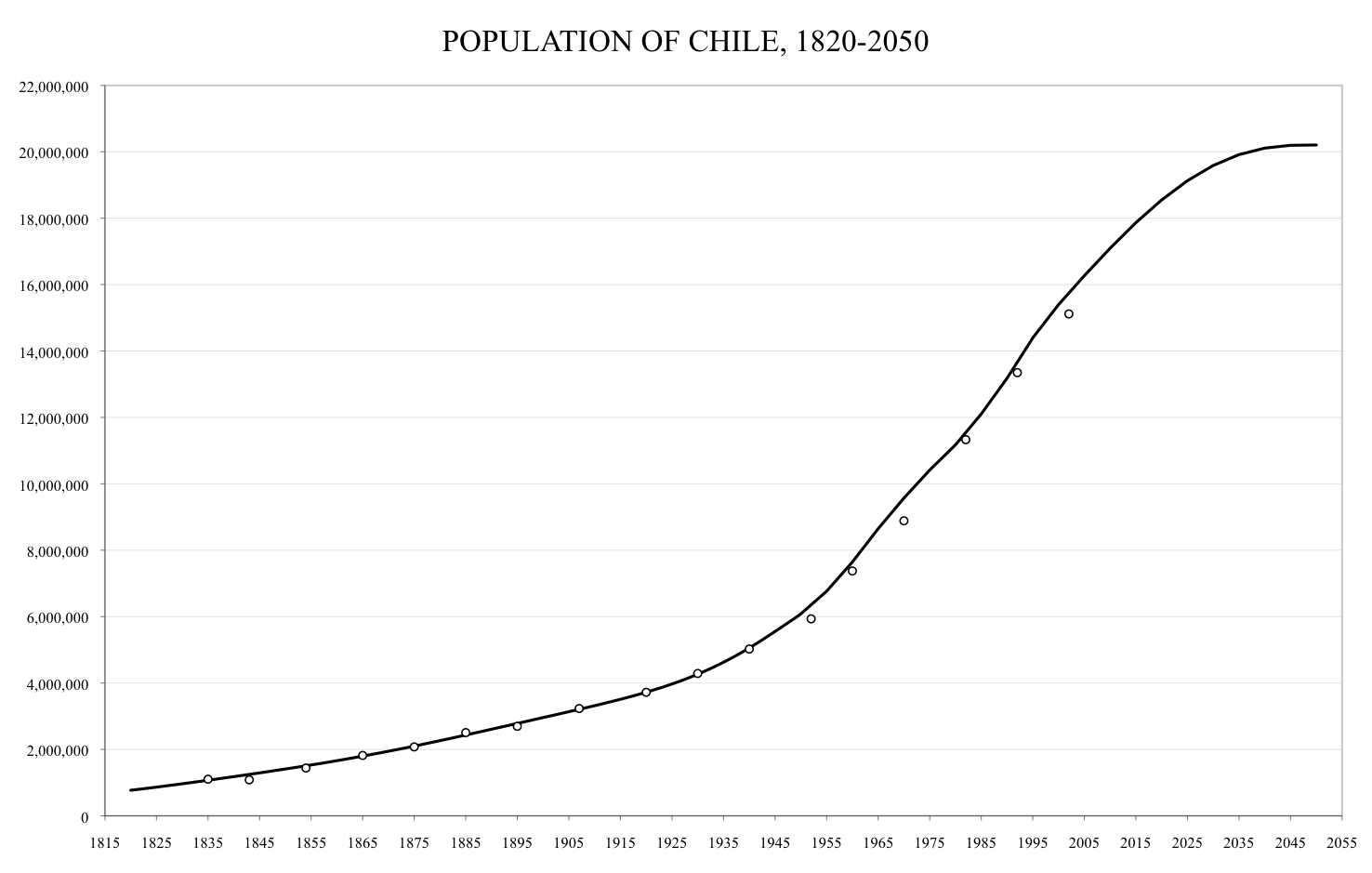
Évolution de la population chilienne (1820-2050.)

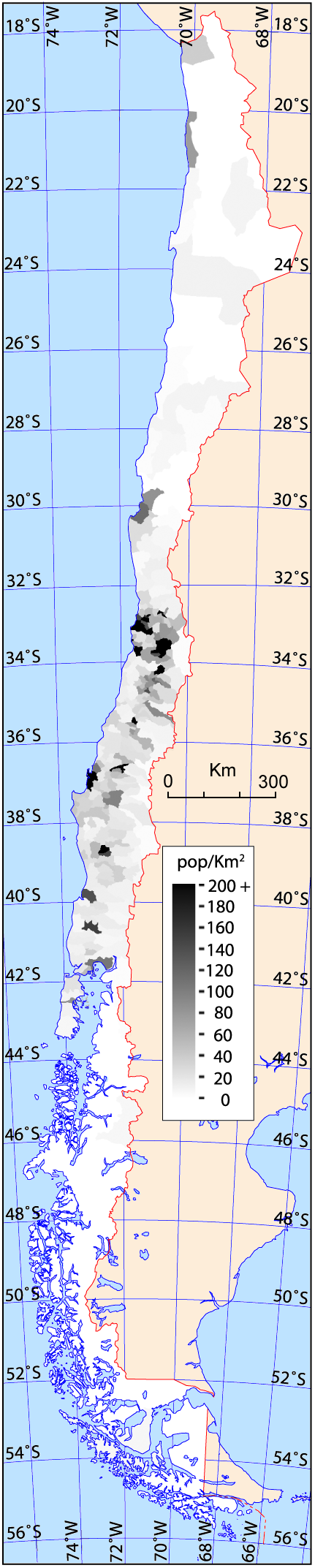
Chile. Densité de population par communes, selon le recensement de 2002

Le Chili possède une population estimée à 18 186 770 habitants en 2020 selon la CIA World Factbook. Selon le dernier recensement complet effectué en 2002, les chiffres sont de 15 116 435 habitants, dont 7 447 695 sont des hommes et 7 668 740, des femmes .
En 1850, la population était estimée à 1 400 000. Vers la fin du XIXe siècle, on comptait 2 695 625 habitants, puis 5 023 539 en 1940 et 13 348 341 en 1992. Même si la population du Chili a quintuplé durant le XXe siècle, le taux de croissance démographique de la population chilienne a nettement diminué ces dernières années. Le taux de croissance de la période 1992-2002 a été de seulement 1,24 % par an. Ainsi, son taux de croissance annuel devrait continuer de baisser ces prochaines années.
Du fait de l’amélioration des conditions de vie, l’espérance de vie des chiliens à la naissance (qui est la plus élevée de l’Amérique latine) est de 76,77 ans en moyenne , alors que le taux de mortalité infantile est descendu à 7,8 ‰. Le taux de natalité en 2003 est arrivé à son minimum historique en allant à 15,23 ‰ et celui du taux de mortalité à 5,1 ‰, avec un taux de croissance naturelle de 10 ‰ . Ces chiffres permettent de constater un vieillissement de la population. Dans 20 ans la population des 40 ans et plus dépassera celle des moins de 40 ans. Ainsi, la pyramide des âges sera vers l’an 2025, avec un profil campaniforme qui représente la transition démographique que vit le pays.

## Ethnographie
Le Chili est un mélange de différents groupes ethniques, principalement d'immigrations européennes,,, qui représentent environ 52,7 % et 90 % de la population,. Les vagues d'immigrants provenant de pays européens sont arrivés au Chili à la fin du XIXe siècle et au début du XXe siècle : Allemands, Français, Britanniques, Irlandais, Polonais, Italiens, Espagnols, Russes, Croates, Serbes et autres, ainsi que d'un petit nombre d'immigrants du Moyen-Orient.
Il y a beaucoup de descendants français. Renommés dans le pays comme les Pinochet, famille commerçante de Saint-Malo ayant émigré à Concepción en 1718 et les Bachelet. Par ailleurs, la culture française a fortement influencé la culture chilienne, on peut voir notamment les bâtiments de style haussmannien dans le centre de Santiago et il y a le pain nommé marraqueta qui a été inventé par les frères Marraquet, des Français qui au début du XXe siècle ont inventé ce pain basé sur la baguette.

## Migration
La plupart des citoyens sont d'origine européenne, principalement espagnole (Basques et Castillans, en premier lieu). Il y a aussi beaucoup de descendants d'immigrants britanniques, irlandais et français qui sont arrivés au Chili durant l'époque coloniale. L'immigration allemande, parrainée par le gouvernement chilien, a commencé en 1848 et a peu à peu changé le paysage culturel et la composition ethnique d'une grande partie de la région sud du Chili, qui affiche encore une forte influence allemande. Beaucoup d'autres groupes d'immigrants se sont installés au Chili en provenance d'Italie, de Croatie, de Suisse, de Palestine, de Grèce et de France.
Au sujet de l’émigration, cette dernière a diminué, mais on estime que 857 781 Chiliens et leurs descendants vivent à l’étranger dont 50,1 % serait en Argentine, 13,3 % aux États-Unis, 8,8 % au Brésil, 4,9 % en Suède, et un peu plus de 2 % en Australie. Dans le pays, la migration est massive de la part des paysans vers les grandes villes du pays. Les régions du centre-sud du pays voient plus de 80 % des habitants nés hors de la région : 86,11 % pour la Région du Biobío, 71 % pour la région métropolitaine de Santiago et 25 % pour la Magallanes.

### Données historiques
| Année du recensement | Population totale | Naissances d’enfants d’immigrés | Part des immigrés dans la population totale | Part des immigrés en fonction de la provenance | Part des immigrés en fonction de la provenance | Part des immigrés en fonction de la provenance |
| Année du recensement | Population totale | Naissances d’enfants d’immigrés | Part des immigrés dans la population totale | Europe                                         | Amérique latine                                | Moyen-Orient                                   |
| -------------------- | ----------------- | ------------------------------- | ------------------------------------------- | ---------------------------------------------- | ---------------------------------------------- | ---------------------------------------------- |
| 1865                 | 1 819 223         | 51 982                          | 3,21 %                                      | 53,7 %                                         | 41,4 %                                         | 4,9 %                                          |
| 1875                 | 2 075 971         | 125 199                         | 9,21 %                                      | 62,3 %                                         | 33 %                                           | 4,7 %                                          |
| 1885                 | 2 057 005         | 87 077                          | 4,23 %                                      | 30,1 %                                         | 67,2 %                                         | 2,7 %                                          |
| 1907                 | 3 231 496         | 132 312                         | 4,5 %                                       | 53,3 %                                         | 42,7 %                                         | 4,0 %                                          |
| 1920                 | 3 731 593         | 114 194                         | 3,06 %                                      | 80,6 %                                         | 10,5 %                                         | 8,9 %                                          |
| 1930                 | 4 287 445         | 505 463                         | 14,46 %                                     | 68,1 %                                         | 11,5 %                                         | 15,4 %                                         |
| 1940                 | 5 023 539         | 407 273                         | 8,14 %                                      | 78,2 %                                         | 10,7 %                                         | 11,1 %                                         |
| 1952                 | 5 932 995         | 703 878                         | 12,75 %                                     | 65,9 %                                         | 13,4 %                                         | 20,7 %                                         |
| 1960                 | 7 374 115         | 504 853                         | 5,4 %                                       | 60,9 %                                         | 26,1 %                                         | 13,0 %                                         |
| 1970                 | 8 884 768         | 390 441                         | 6,02 %                                      | 53,3 %                                         | 34,4 %                                         | 12,3 %                                         |
| 1982                 | 11 275 440        | 284 445                         | 2,5 %                                       | 41,8 %                                         | 44,5 %                                         | 13,7 %                                         |
| 1992                 | 13 348 401        | 114 597                         | 0,86 %                                      | 20,1 %                                         | 65,1 %                                         | 14,8 %                                         |
| 2002                 | 15 116 435        | 184 464                         | 1,22 %                                      | 17,2 %                                         | 71,8 %                                         | 11,0 %                                         |
| 2008                 | 16 680 000        | 488 260                         | 3,82 %                                      | 38,6 %                                         | 51,4 %                                         | 10,0 %                                         |
| 2009                 | 16 680 000        | 2 606 846                       | 8,2 %                                       | 58,3 %                                         | 33,2 %                                         | 8,5 %                                          |

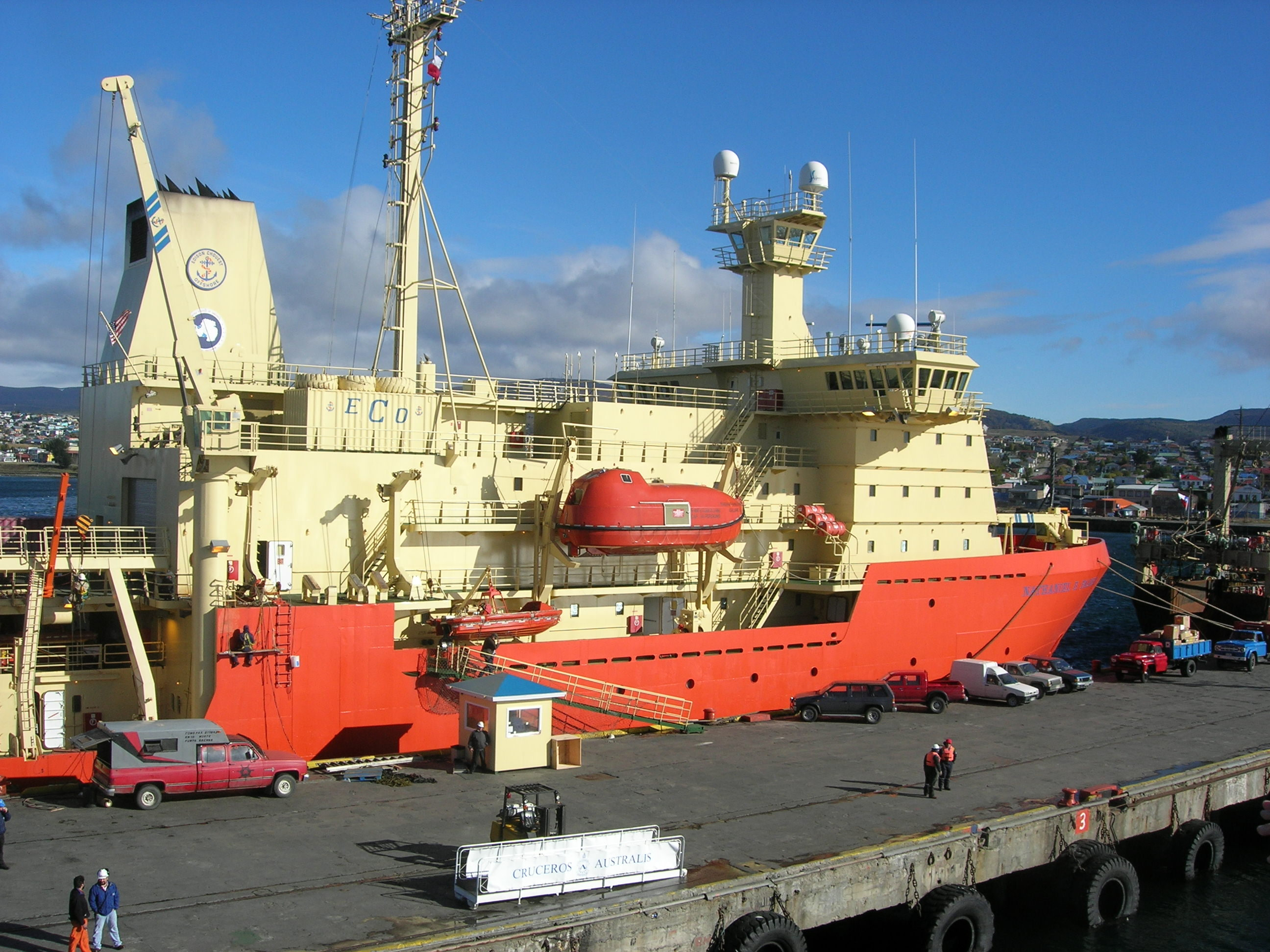
Brise-glace dans le port, 50 % de la population de Punta Arenas seraient les descendants de croate.

Il y a six pays dont la majorité des nouveaux immigrants se sont installés au cours des 150 dernières années, ce qui leur a rendu plus difficile la formation d'une identité propre : l'Australie, la Nouvelle-Zélande, Afrique du Sud, l'Argentine, Chili et l'Uruguay. Le métissage avec les populations installés précédemment fut réalisé plus tardivement. Les immigrants ont grandement contribué à l'évolution de la société et de l'identité chiliennes. Les familles d'origine basque sont arrivées d'Espagne et du sud de la France. Ceux qui ont émigré au Chili au XVIIIe siècle ont développé l'économie et rejoint la vieille aristocratie castillane pour devenir l'élite politique qui domine encore le pays. Les Chiliens d'ascendence basque constituent entre 10 % (1 600 000) et 27 % ( 4 500 000) de la population chilienne,,,,. Des immigrants d'Europe non hispanique sont arrivés au Chili, principalement aux extrémités nord et sud du pays au cours des XIXe et XXe siècles, dont des Anglais, des Allemands, des Irlandais, des Italiens, des Français, des Croates et d'autres ex-yougoslaves. La prévalence des noms de famille européens non-hispaniques dans le Chili contemporain constitue la marque de leur contribution et de leur influence majeure sur le pays. En ce qui concerne les Croates, le nombre de leurs descendants au Chili est estimé à 380 000 a 500 000, le Chili est le second pays où l'immigration croate fut la plus importante,; et également la communauté palestinienne, cette dernière étant la plus grande communauté de cette origine hors du monde arabe,,. Le volume des immigrants venant des pays voisins du Chili au cours des mêmes périodes a été aussi important.

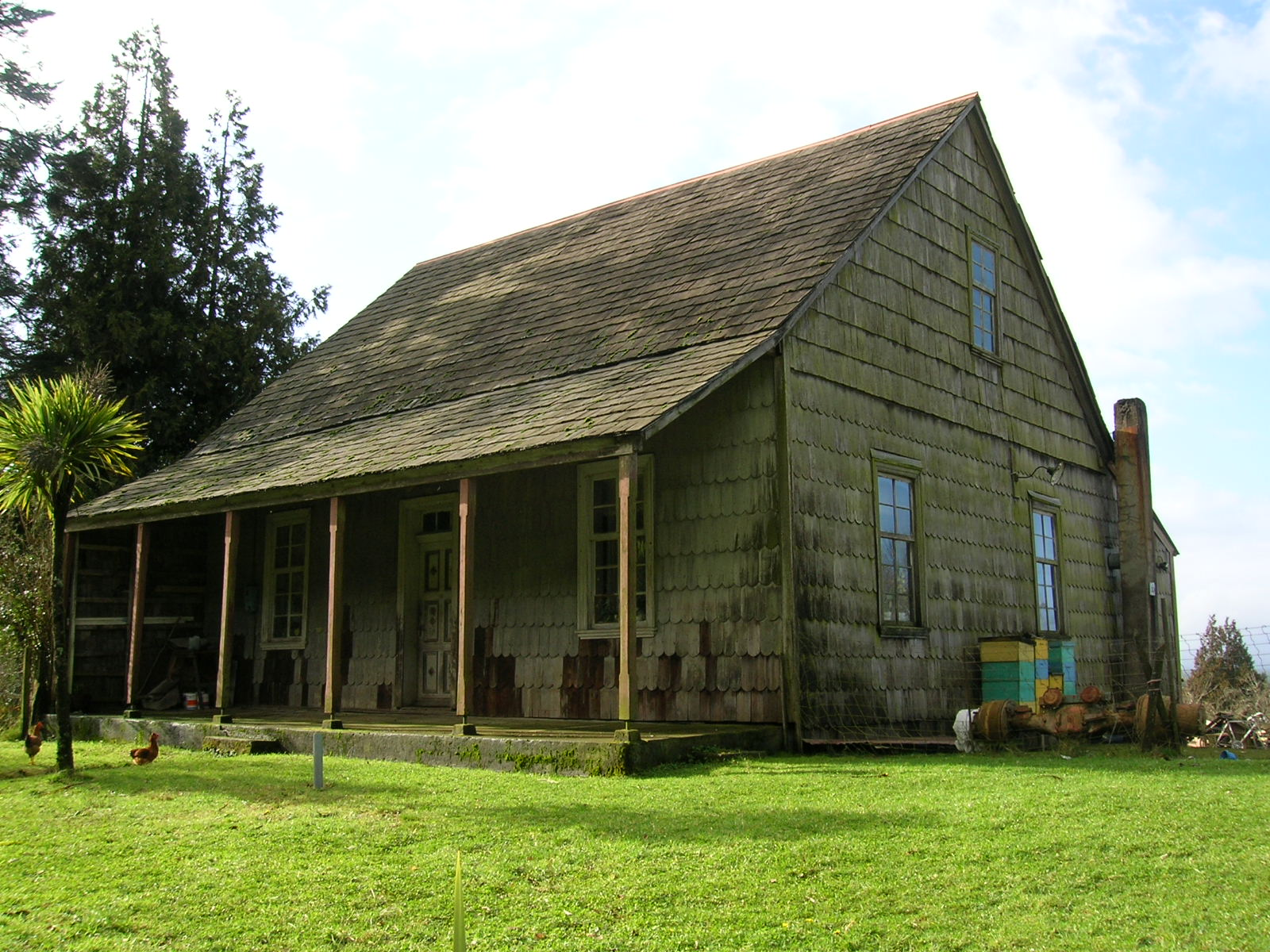
Maison typique de colons allemands au sud du Chili près de Puerto Varas dans la région des Lacs.

Après l'Indépendance et au cours de l'époque républicaine, les Anglais et les Irlandais sont arrivés, leurs descendants étant au nombre de 700 000. les Italiens, les Français et des commerçants se sont installés profitant de la croissance des villes du Chili et d'ailleurs, et ont rejoint les élites politiques ou économiques du pays. À partir de 1848, un effort important en matière d'immigration a eu lieu, principalement en ce qui concerne les Allemands, jetant les bases d'une communauté chilienne d'origine allemande surtout dans le sud, une politique parrainée par le gouvernement chilien avec l'objectif de coloniser cette région très peu développée. Les Allemands (qui comprenaient Suisses, Alémaniques, Silésiens, Alsaciens et Autrichiens), ont nettement influencé la culture de cette partie sud du Chili. Au cours de la deuxième moitié du XIXe siècle ces flux migratoires ont été considérables. Outre ces derniers, sont arrivés au Chili un plus petit nombre de personnes déplacées d'Europe de l'Est, des Juifs et des Chrétiens Syriens et Palestiniens fuyant l'Empire ottoman. Aujourd'hui, ils sont le fer de lance de l'activité financière et des petites opérations de fabrication. Les Grecs ont également émigré au Chili et ont constitué une remarquable identité ethnique, avec une population de descendants estimée de 90 000 à 120 000. La plupart d'entre eux vivent soit dans la région de Santiago ou dans la région d'Antofagasta. Le Chili est l'un des cinq pays avec le plus de descendants de Grecs dans le monde.
En outre, selon les estimations, on compte 600 000 descendants d'Italiens et 800 000 descendants de Français. On trouve d'autres origines européennes dans une moindre mesure.

## Population étrangère au Chili
| Nationalités               | 2018       | 2019       |
| -------------------------- | ---------- | ---------- |
| Population totale du Chili | 18 751 000 | 19 107 000 |
| Total étrangers            | 1 251 566  | 1 492 522  |
| Venezuela                  | 287 938    | 455 494    |
| Pérou                      | 224 415    | 235 165    |
| Haïti                      | 178 819    | 185 865    |
| Colombie                   | 147 356    | 161 153    |
| Bolivie                    | 107 518    | 120 103    |
| Argentine                  | 74 352     | 79 464     |
| Autres pays                | 43 558     | 48 384     |
| Équateur                   | 36 753     | 41 403     |
| Espagne                    | 20 576     | 22 524     |
| République dominicaine     | 20 537     | 20 080     |
| Brésil                     | 18 095     | 19 980     |
| États-Unis                 | 16 168     | 18 477     |
| Cuba                       | 15 775     | 16 253     |
| Chine                      | 13 603     | 15 696     |
| France                     | 8 737      | 10 520     |
| Mexique                    | 8 812      | 10 380     |
| Allemagne                  | 8 340      | 9 689      |
| Uruguay                    | 5 915      | 6 296      |
| Italie                     | 5 267      | 6 075      |
| Paraguay                   | 5 500      | 5 987      |
| Non déclarés               | 3 532      | 3 534      |

## Société
Depuis la fondation du pays, la population du Chili est divisée en classe sociale de divers degrés. Depuis le milieu du XXe siècle, le pays est constitué principalement par la classe moyenne. Cependant, Le niveau de vie de cette classe moyenne ne correspond pas aux ouvriers moyens de l’Amérique latine, entre autres par le PIB national assez élevé et l’accès aisé au système de crédit.
Malgré de bons indicateurs économiques et la baisse sensible de la pauvreté, en passant de 38,6 % de la population en 1990 à 18,8 % en 2003 , le pays possède un grave défaut: l’inégalité de répartition des richesses. Ceci a pour effet de créer une grande brèche sociale nette entre riches et pauvres. 

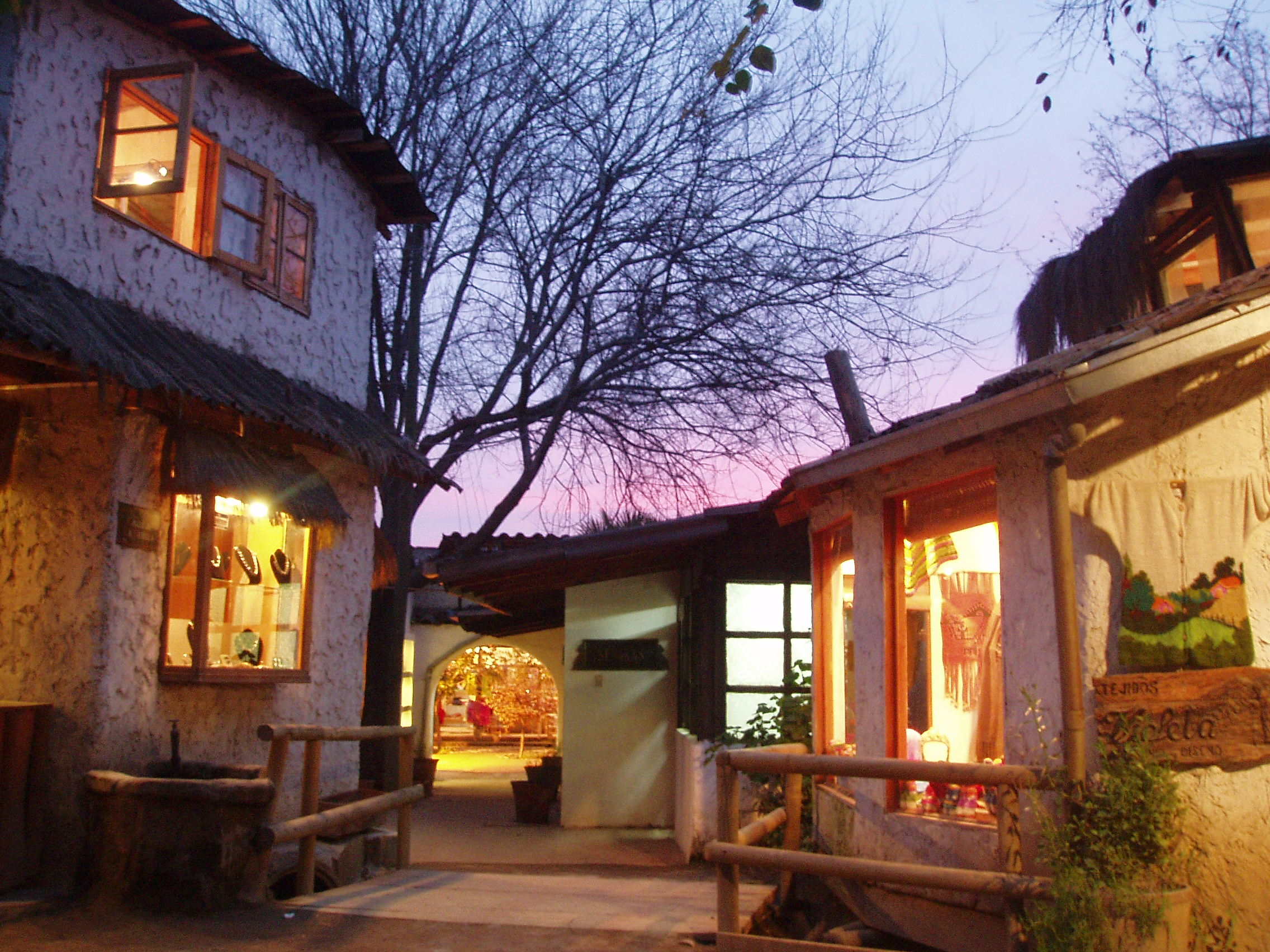
Los Dominicos est un haut lieu du patrimoine culturel situé à Santiago

Selon des informations sur le développement humain de l’ONU en 2005, le Chili possède un coefficient de Gini de 0,57, le situant à la cent treizième place sur 128º de la liste des pays par égalité de revenus. Cette inégalité est difficilement rattrapable. Ce problème est attribué à l’économie venant des diverses entreprises pronant le néolibéralisme (en opposition à l’économie à tendance socialiste développée entre les années 1950 et les 1970). De nos jours, les 20 % des plus riches du pays gagnent 14,3 fois ce que reçoivent les 20 % des plus pauvres.

### Urbanisation

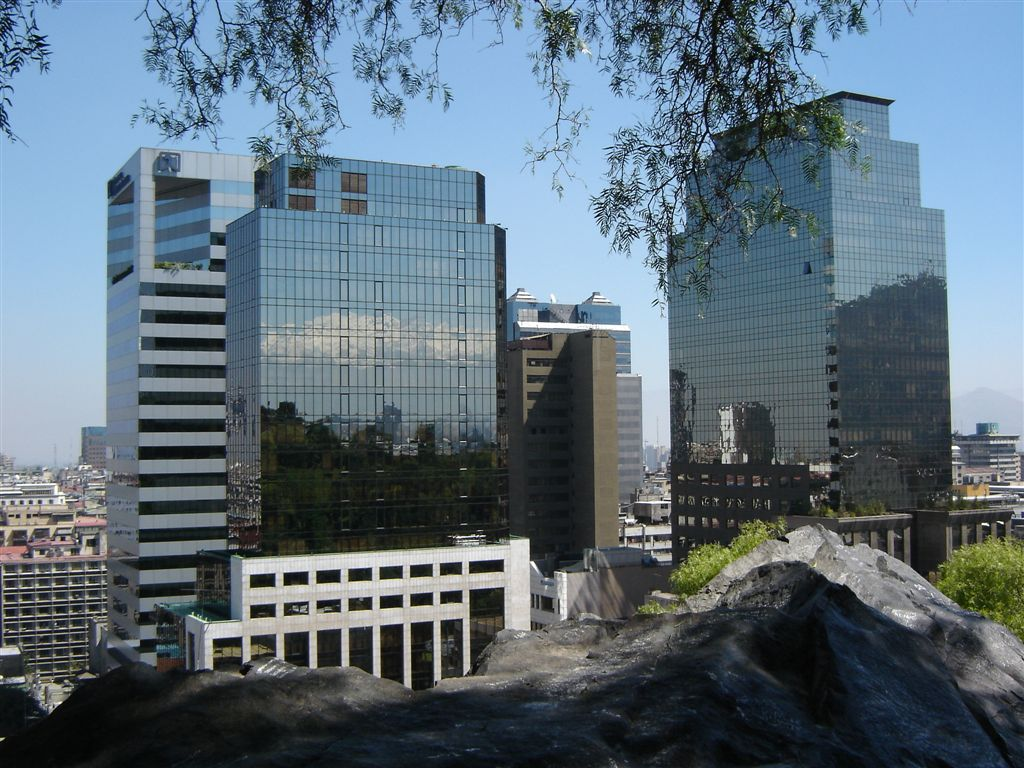
Édifice à Santiago.

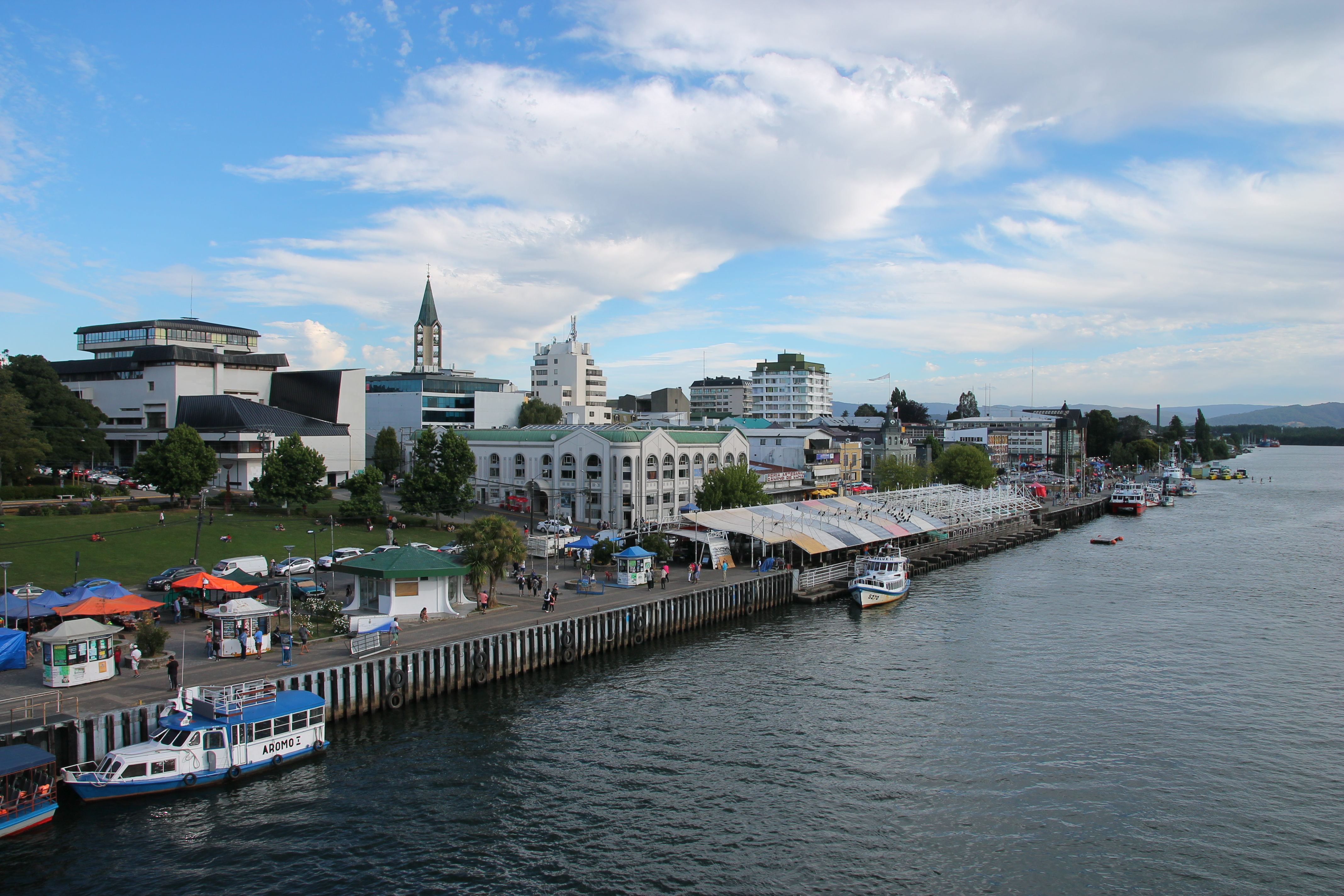
Marché et centre ville de Valdivia

Selon le dernier recensement, 13 090 113 de chiliens vivent en zone urbaine, représentant 86,59 % de la population nationale. Seulement 13,41 % de la population vit en zone rurale. Ils vivent principalement de l’agriculture et de l’élevage, qui se concentrent dans les zones centre sud du pays, dans les régions Région du Maule (33,59 %), la Région d’Araucanie

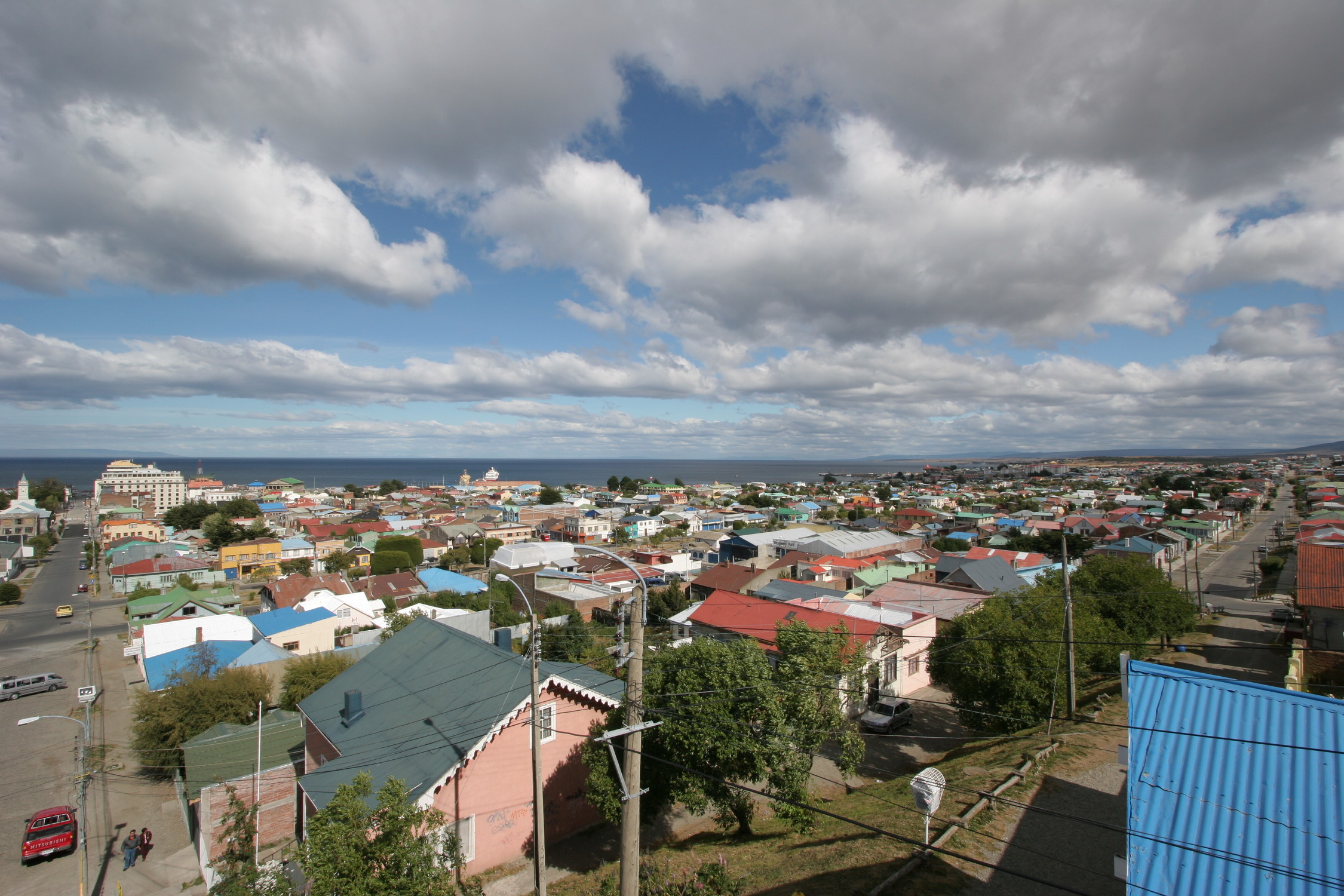
Punta Arenas.

 (32,33 %) et la région des Lacs (31,56 %). La Tarapacá voit 94,06 % de sa population vivre en ville, 97,68 % dans la région d’Antofagasta, 92,6 % dans la région de Magallanes et de l’Antarctique chilien) et la région métropolitaine de Santiago ainsi que la région de Valparaíso, avec respectivement 96,93 % et 91,56 %.
Depuis les années 1920, l’exode rural est intensif, du fait de la volonté de fuir la misère des campagnes et de trouver de meilleures conditions de vie en ville. Ainsi, dès ce moment-là, les agglomérations et conurbations voient leurs populations augmenter nettement. La capitale du pays, Santiago ou Grand Santiago possède 5 428 590 d’habitants en 2002, et représente 35,9 % de la population nationale. En 1907, il y avait seulement 383 587 habitants, 549 292 en 1920 qui représentait 16 % du pays. Cependant, durant les décennies suivantes, l’explosion démographique fait absorber les anciennes localités campagnardes, comme Puente Alto et Maipú, qui sont les deux communes chiliennes les plus peuplées du Chili. Santiago est une ville moderne, étant la sixième ville plus peuplée d’Amérique latine et la quarante cinquième du monde.

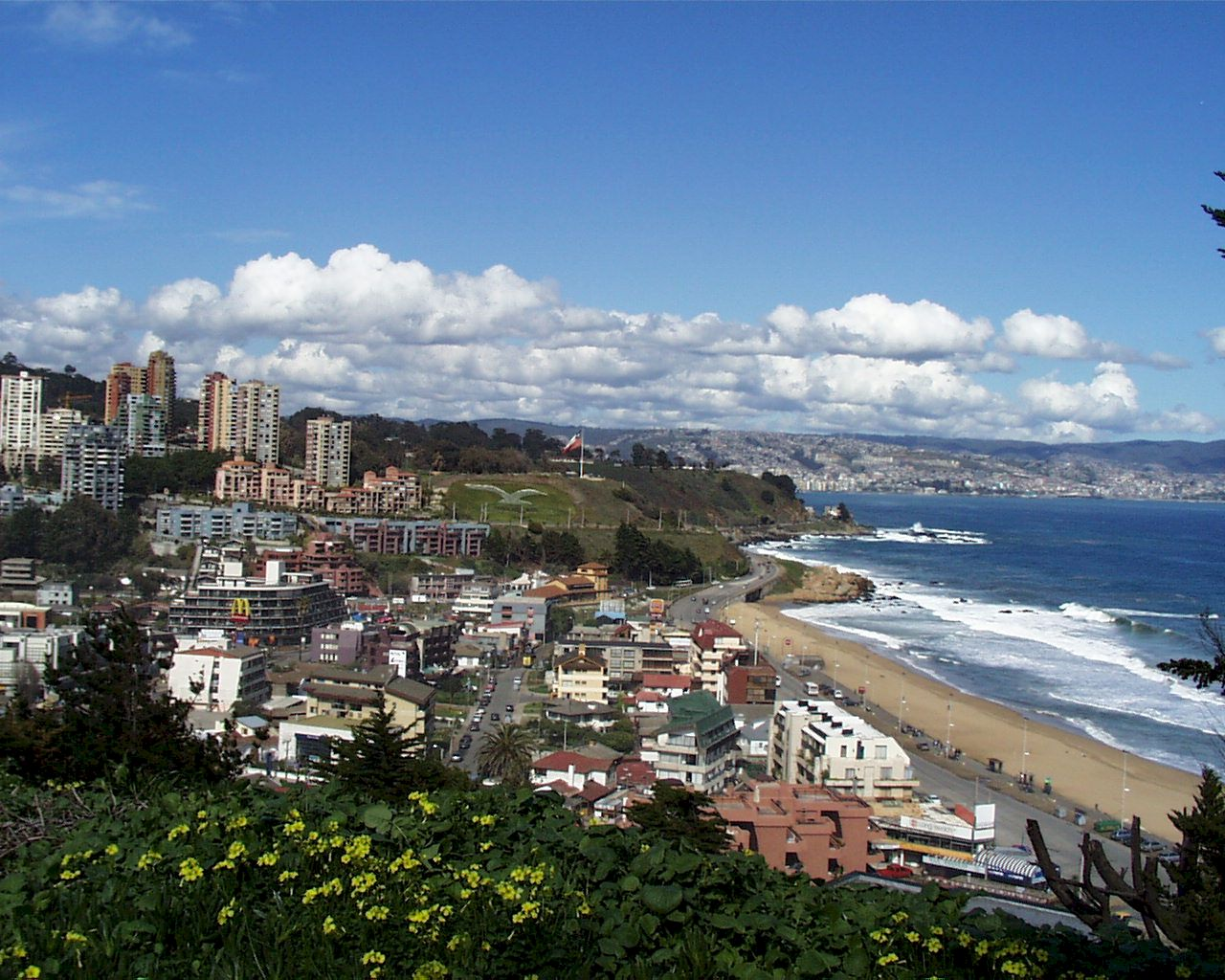
Viña del Mar

Valparaiso et Viña del Mar sont devenus une grande conurbation. Il faut aussi rajouter les villes de Concón, Quilpué et Villa Alemana qui forment le Grand Valparaiso, et dépassent les 800 000 habitants. Concepción, Talcahuano, Hualqui, Chiguayante et San Pedro de la Paz forment la troisième agglomération du pays avec plus de 600 000 habitants selon le dernier recensement (2002). Dans quelques années, le Grand Concepción intégrera les communes de Coronel, Lota et Tomé.

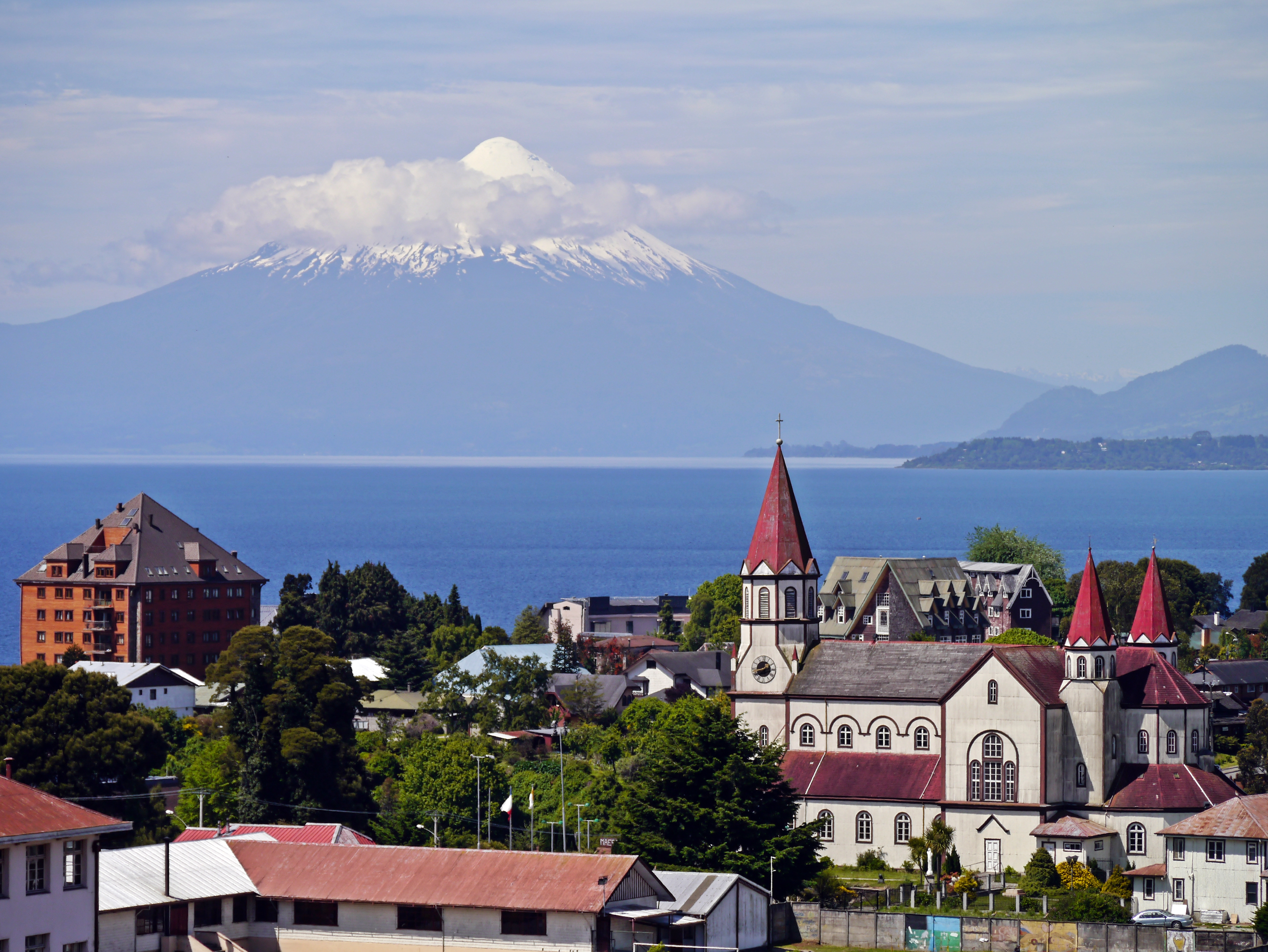
Puerto Varas

 Les autres communes (comunas) par importance d’habitants sont Antofagasta (avec 285 255 habitants), Rancagua (avec 236 363), Iquique (avec 214 559), Arica (avec 203 804), Talca (avec 202 961), Chillán (avec 184 832), Puerto Montt (avec 175 938), Los Ángeles (avec 166 556), Coquimbo (avec 163 036), La Serena (avec 160 148), Osorno (avec 152 559) et Valdivia (avec 141 967 habitants). La majorité des villes du pays se situent soit sur la côte soit dans la Vallée Centrale du pays entre Santiago et Puerto Montt. 
Selon le dernier recensement de 2002, le Chili compte actuellement plus de 15 millions d’habitants. Cependant, la zone centrale, située entre les villes de La Serena et Concepción, concentre 78 % de la population totale du pays, et Santiago et sa périphérie regroupe 40 % des Chiliens, soit six millions d’habitants. La densité moyenne (20 hab/km2) n’est donc pas représentative de l’occupation réelle du territoire.
D’après le même recensement, entre 1992 et 2002, le rythme de croissance annuel moyen de la population a été de 1,24 %, un des plus bas en Amérique latine. Sur la même période, le taux de fécondité s’établit à 2,2 enfants par femme.

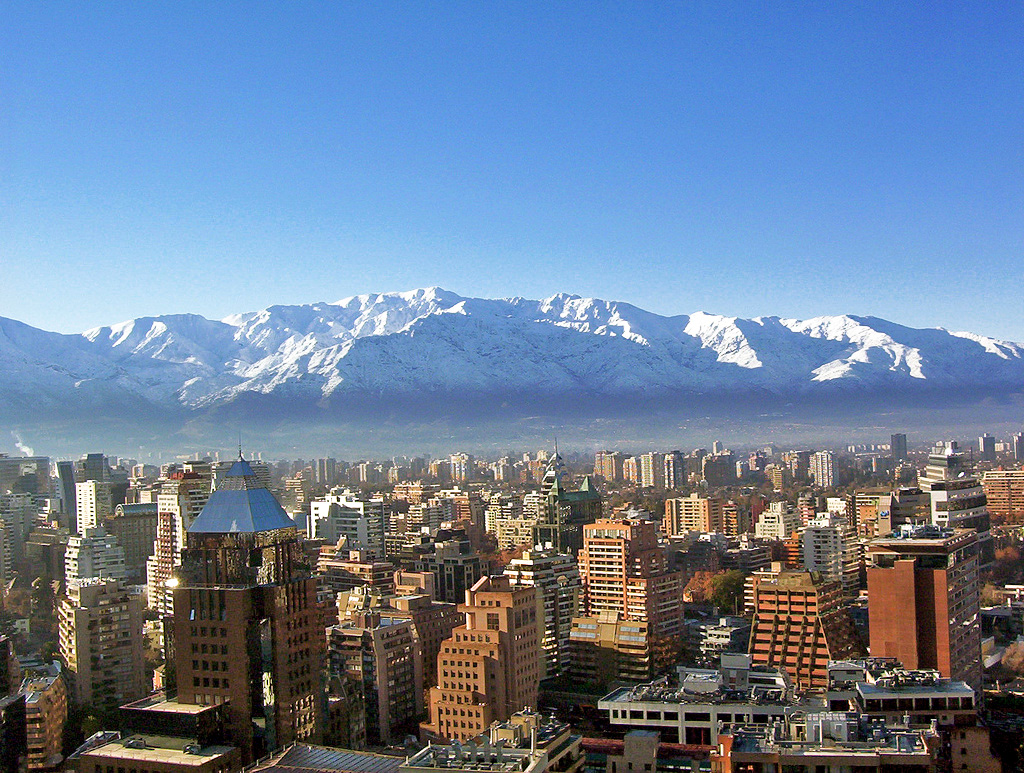
Le secteur oriental de Santiago et la Cordillère des Andes en hiver

Malgré une baisse de la natalité, le Chili reste un pays relativement jeune : 34 % des Chiliens ont moins de 20 ans, et 15 % ont plus de 55. Toutefois, tout comme les pays développés, la population du Chili a tendance à vieillir rapidement : la couche la plus jeune de la population a diminué, tandis que la plus âgée va en augmentant, en partie grâce à une espérance de vie à la naissance plus longue : 77 ans (80 pour les femmes et 74 pour les hommes). En moyenne, la famille chilienne est composée de 3,6 personnes.

### Religion

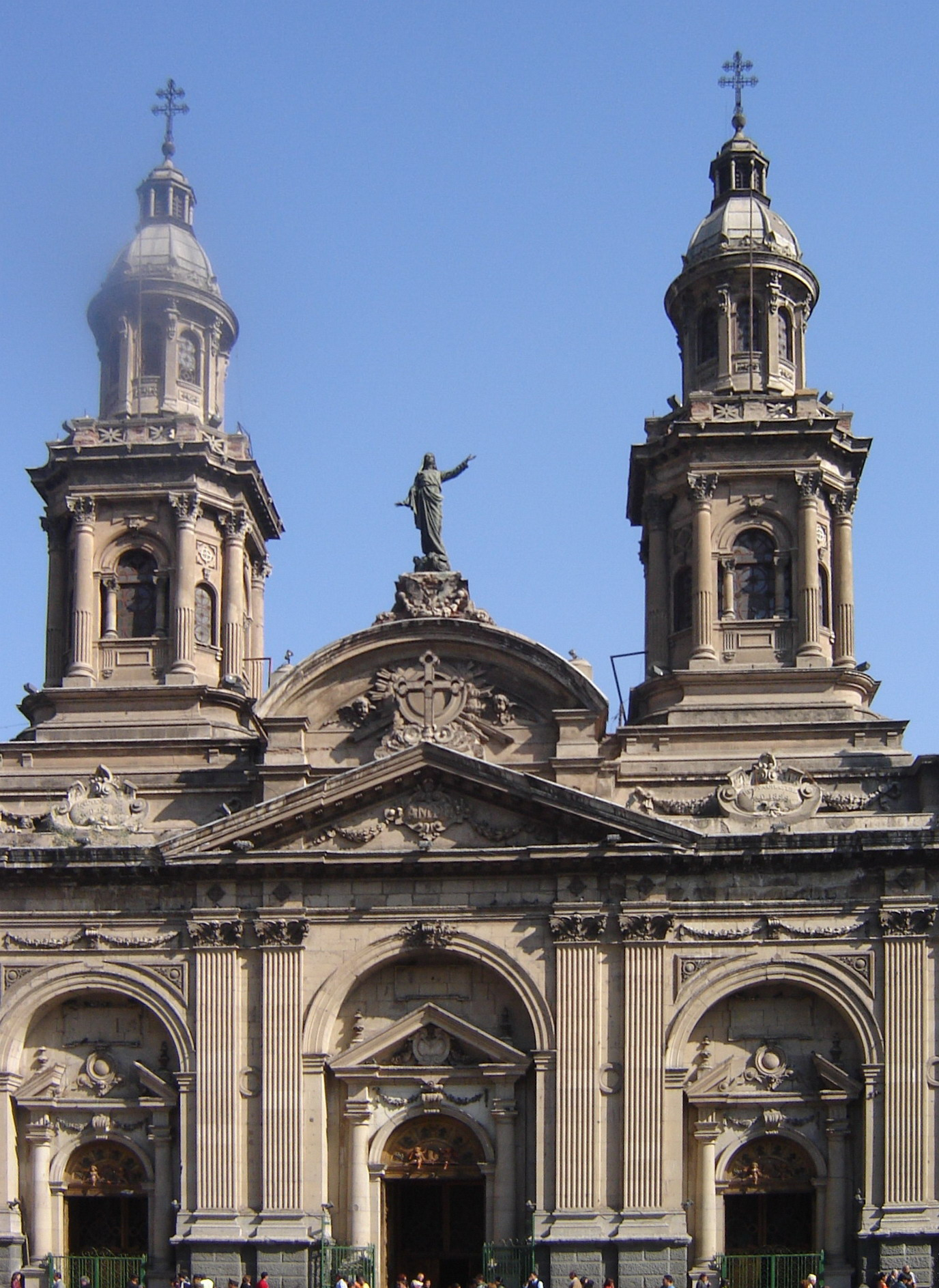
Cathédrale de Santiago

Sur le plan religieux, le dernier recensement de 2002 montre que 70 % des Chiliens se déclarent catholiques soit 7 853 428 personnes de plus de quatorze ans (dont moins de la moitié est pratiquante). Par rapport au recensement précédent en 1992, cela constitue une diminution de 10 % en 10 ans. Les 30 % restant sont protestants évangéliques (15,14 %), 1,06 % sont témoins de Jéhovah, 0,92 % sont mormons et 0,5 % (75 000) de confession juive. Les athées, agnostiques ou sans religion représentent 10 % du total.
Selon l’état civil, 46 % des Chiliens de plus de 18 ans sont mariés, soit 5 % de moins qu’en 1992.En revanche, les couples en concubinage sont passés de 5 % en 1992 à 9 % en 2002. 34 % des Chiliens sont célibataires, 5 % divorcés. L’évolution de ces chiffres est à suivre, compte tenu de la nouvelle loi sur le divorce en vigueur depuis fin 2004.
L’Église catholique est séparée de l’État depuis 1925, année où le Président Arturo Alessandri et l’archevêque Crescente Errázuriz sont arrivés à un accord sur cette question aboutissant dans la constitution de 1925 à la fin de la fin du statut de religion d’État du catholicisme, qui existait depuis l’Indépendance du pays en 1818. Depuis 1925, la liberté de culte est aussi reconnue. Cependant, même si le catholicisme perd de l’importance ces dernières années, il influence toujours la société actuelle sur des sujets comme le divorce et l’avortement en 2004-2005.

### Principales aires métropolitaines du Chili
| Dénomination | Dénomination     | Région           | Habitants | Superficie | Densité |
| ------------ | ---------------- | ---------------- | --------- | ---------- | ------- |
| 1            | Grand Santiago   | R. Metropolitana | 5 428 590 | 867,75 km2 | 6255,9  |
| 2            | Grand Valparaiso | V Región         | 803 683   | 229,98 km2 | 3494,6  |
| 3            | Grand Concepción | VIII Región      | 666 381   | 221,15 km2 | 3013,3  |
| 4            | Grand La Serena  | IV Región        | 302 131   | 107,41 km2 | 2758,2  |
| 5            | Antofagasta      | II Región        | 285 255   | 43,54 km2  | 6551,6  |
| 6            | Grand Temuco     | IX Región        | 266 225   | 53,23 km2  | 4901,0  |

80 % de la population chilienne vit sur la zone centrale du pays. Cet espace s’étend sur plus de 1 000 kilomètres et va de La Serena à Concepción. Les climats de cette zone vont du climat semi aride (à La Serena) au climat méditerranéen à influence océanique (Concepción). Grosso modo ce lieu correspond au climat méditerranéen de l’hémisphère sud.

## Sources
1. ↑  Indicateurs du World-Factbook publié par la CIA.
2. ↑  Le taux de variation de la population 2018 correspond à la somme du solde naturel 2018 et du solde migratoire 2018 divisée par la population au 1er janvier 2018.
3. ↑  Indicateurs du World-Factbook publié par la CIA.
4. ↑  L'indicateur conjoncturel de fécondité (ICF) pour 2018 est la somme des taux de fécondité par âge observés en 2018. Cet indicateur peut être interprété comme le nombre moyen d'enfants qu'aurait une génération fictive de femmes qui connaîtrait, tout au long de leur vie féconde, les taux de fécondité par âge observés en 2018. Il est exprimé en nombre d’enfants par femme. C’est un indicateur synthétique des taux de fécondité par âge de 2018.
5. ↑  Indicateurs du World-Factbook publié par la CIA.
6. ↑   Le taux de natalité 2018 est le rapport du nombre de naissances vivantes en 2018 à la population totale moyenne de 2018.
7. ↑  Indicateurs du World-Factbook publié par la CIA.
8. ↑   Le taux de mortalité 2018 est le rapport du nombre de décès, au cours de 2018, à la population moyenne de 2018.
9. ↑  Indicateurs du World-Factbook publié par la CIA.
10. ↑  Le taux de mortalité infantile est le rapport entre le nombre d'enfants décédés à moins d'un an et l'ensemble des enfants nés vivants.
11. ↑  L'espérance de vie à la naissance en 2018 est égale à la durée de vie moyenne d'une génération fictive qui connaîtrait tout au long de son existence les conditions de mortalité par âge de 2018. C'est un indicateur synthétique des taux de mortalité par âge de 2018.
12. ↑  L'âge médian est l'âge qui divise la population en deux groupes numériquement égaux, la moitié est plus jeune et l'autre moitié est plus âgée.
13. 1 2  
Composición Étnica de las Tres Áreas Culturales del Continente Americano al Comienzo del Siglo XXI
14. ↑  (es) .
15. ↑  Pascal Gauchon et Yves Gervaise, Le Nouveau Monde Géopolitique des Amériques, PUF, 2005, p. 108.
16. ↑  (es) www.ine.clDocument de l’INE page 12.
17. ↑  www.senama.cl (Fuente:INE de Chile) (document .pdf).
18. ↑  (es) Segun Anuario Estadísticas Vitales 2003 del INE (zip, 2.79 Mb) Pág. 59.
19. ↑  SOCIAL IDENTITY Marta Fierro Social Psychologist.
20. ↑  massive immigration of European Argentina Uruguay Chile Brazil
21. ↑  Latinoamerica.
22. ↑  « Composición Étnica de las Tres Áreas Culturales del Continente Americano al Comienzo del Siglo XXI » [PDF].
23. ↑  Argentina, como Chile y Uruguay, su población está formada casi exclusivamente por una población blanca e blanca mestiza procedente del sur de Europa, más del 90% E. García Zarza, 1992, 19.
24. ↑  (es) « des Pinochet au Chili depuis l’arrivée de Guillermo (Guillaume) Pinochet en 1718 au Chili »(Archive.org • Wikiwix • Archive.is • Google • Que faire ?).
25. ↑  Document montrant l’importance de la culture française dans la vie des chiliens.
26. ↑  Recensements effectué par l’État grâce à l’INE
27. ↑  Inmigrantes y la tierra que los acoge.
28. ↑  Diariovasco.
29. ↑  entrevista al Presidente de la Cámara vasca.
30. ↑  vascos Ainara Madariaga: Autora del estudio "Imaginarios vascos desde Chile La construcción de imaginarios vascos en Chile durante el siglo XX".
31. ↑  Basques au Chili.
32. ↑  Contacto Interlingüístico e intercultural en el mundo hispano.instituto valenciano de lenguas y culturas.Universitat de València Cita: "Un 20 % de la población chilena tiene su origen en el País Vasco".
33. ↑  Diaspora Croata.
34. ↑  hrvatski.
35. ↑  descendientes de árabes en porcentajes.
36. ↑  500,000 descendientes de palestinos en Chile.
37. ↑  immigrants Palestinians in Chile.
38. ↑   Historia de Chile, Británicos y Anglosajones en Chile durante el siglo XIX.
39. ↑  Identité ethnique.
40. ↑  Greeks.
41. ↑  Griegos de Chile
42. ↑  French chilean.
43. ↑  https://www.ine.cl/estadisticas/sociales/demografia-y-vitales/demografia-y-migracion
44. ↑  (es) « www.fundacionpobreza.cl (archivo .pdf) »(Archive.org • Wikiwix • Archive.is • Google • Que faire ?)
45. ↑  (es) « Fundación Pobreza - Distribution des revenus »(Archive.org • Wikiwix • Archive.is • Google • Que faire ?)
46. ↑  población judia mundial 2008.